# Dashetai
Dashetai (kinesiska: 大佘太, 大佘太镇) är en köping i Kina. Den ligger i den autonoma regionen Inre Mongoliet, i den norra delen av landet, omkring 210 kilometer väster om regionhuvudstaden Hohhot. Antalet invånare är 32753. Befolkningen består av 15 386 kvinnor och 17 367 män. Barn under 15 år utgör 13,0 %, vuxna 15-64 år 77 %, och äldre över 65 år 8,0 %.
Genomsnittlig årsnederbörd är 447 millimeter. Den regnigaste månaden är juli, med i genomsnitt 127 mm nederbörd, och den torraste är januari, med 2 mm nederbörd.